# Conjugaison des verbes du troisième groupe en français
 (mars 2025).
Alors que les deux premières conjugaisons françaises des verbes sont appelées conjugaisons vivantes (parce que le français s'enrichit sans cesse de nouveaux verbes appartenant à l'un ou l'autre de ces deux groupes), la troisième conjugaison au contraire, est appelée conjugaison morte, parce que constituée d'un groupe de verbes ne se renouvelant pas.
La première conjugaison, qui concerne l'énorme majorité des verbes, ceux en -er, est régulière, même si elle comporte des subtilités comme des lettres qui se dédoublent ou des accents qui se présentent parfois ou autres cas comme les « c » ou les « g », il y a toujours des règles (sauf pour les dédoublements de consonne des verbes en eler et eter, qui nécessite d'apprendre une liste de verbes). La deuxième conjugaison concerne peu de verbes et est parfaitement régulière (verbe en -ir faisant -issant, si ce n'est le verbe haïr, qui donne au présent de l'indicatif je hais, tu hais, il/elle/on hait). La troisième conjugaison regroupe tous les verbes qui, utilisés depuis toujours et parfois à la suite de la fusion de plusieurs radicaux, se conjuguent d'une façon unique. Toutefois, les verbes du troisième groupe les plus utilisés se rassemblent sous une trentaine de modèles de conjugaison. Les verbes auxiliaires sont toujours du 3e groupe : avoir, être, aller, pouvoir, etc.
Ce groupe contient environ 485 verbes, soit beaucoup moins que le nombre des verbes du premier groupe, qui contient 90 % des verbes. Cependant, si on considère la liste des verbes de la langue française par taux de fréquence, les dix verbes les plus employés de la langue française appartiennent tous au troisième groupe de conjugaison.

## Généralités
Dans la troisième conjugaison, le radical est rarement régulier, il est parfois même instable au cours d'un même temps. Tous les verbes de ce groupe sont donc plus ou moins irréguliers, mais les deux auxiliaires, « être » et « avoir », ainsi que les verbes « aller », « dire », « faire », « pouvoir », « savoir », « valoir », « vouloir », doivent être considérés comme complètement irréguliers.
Si l'on fait abstraction du verbe « aller », on remarque que le troisième groupe connaît quatre terminaisons possibles à l'infinitif : -ir, -ïr, -oir et -re

### Verbes terminés par «ir» ou «-ïr»
Les verbes terminés par « ir » ou « ïr » du troisième groupe sont ceux ne se terminant pas par -issant au participe présent.
- Acquérir, bouillir, courir, cueillir, dormir, faillir, fuir, mentir, mourir, ouïr, ouvrir, partir, sortir, tressaillir, venir, etc.

### Verbes terminés par «oir»
Les verbes terminés par -oir sont moins nombreux que ceux terminés par -ir ; exemples :
- Asseoir ou assoir, avoir, devoir, émouvoir, falloir, pleuvoir, pouvoir, recevoir, savoir, valoir, vouloir, etc.

Plus de cas :
- voir, etc.

## Caractéristiques des temps

### Indicatif présent
Le radical du présent de l'indicatif n'est pas toujours régulier, ni même toujours stable pour un même verbe : 
- Verbe boire : je bois, tu bois, il boit, nous buvons, vous buvez, ils boivent.

#### Terminaisons
Le  présent de l'indicatif connaît deux séries de terminaisons selon que la première personne du singulier est ou non terminée en -e.
Les verbes assaillir, couvrir, cueillir, défaillir, offrir, ouvrir, souffrir, tressaillir, ainsi que ceux de leur famille, ont les mêmes terminaisons que les verbes du 1er groupe : -e, -es, -e, -ons, -ez, -ent :
- J'ouvre, tu ouvres, il ouvre, nous ouvrons, vous ouvrez, ils ouvrent

Tous les autres verbes du troisième groupe ont en principe les terminaisons suivantes : 
- Les deux premières personnes du singulier ont pour terminaison régulière -s, sauf le verbe avoir (J'ai). Par ailleurs, les verbes pouvoir, valoir (ainsi que les verbes de sa famille) et vouloir, qui remplacent le -s par un -x. Dans le registre soutenu, la 1re personne du verbe pouvoir peut être remplacée par puis : 
  - J'ai, tu as. Je vaux, tu vaux. Je veux, tu veux. Je peux (je puis), tu peux.
- La 3e personne du singulier a pour terminaison régulière -t, sauf pour : 
  - Les verbes avoir et aller :
    - Il a ; il va…

  - Les verbes en -dre (sauf les verbes en -indre et -soudre), qui conservent le -d de leur radical et qui, par conséquent, ne prennent pas de -t (dans ce cas, le -d vaut pour le -t, en quelque sorte) : 
    - Je joins et je descends; tu joins et tu descends; il joint et il descend…

  - Les verbes vaincre et convaincre qui, de même, conservent le -c de leur radical : 
    - Je vaincs, tu vaincs, il vainc, nous vainquons, vous vainquez, ils vainquent.
- La 1re personne du pluriel a pour terminaison régulière -ons, sauf pour le verbe être : 
  - Nous valons, nous faisons, nous allons, nous avons, nous sommes…
- La 2e personne du pluriel a pour terminaison régulière -ez, sauf pour les verbes être, dire, redire, faire (et les verbes de sa famille) qui ont leur terminaison en -tes : 
  - Vous êtes, vous dites, vous redites, vous faites, vous refaites…
- La 3e personne du pluriel a pour terminaison régulière -ent, sauf pour les verbes avoir, être, aller, faire (et les verbes de sa famille), qui ont leur terminaison en -ont : 
  - Ils ont, ils sont, ils vont, ils font, ils refont, ils défont…

### Imparfait
- Les terminaisons de l'indicatif imparfait sont toujours les suivantes : -ais, -ais, -ait, -ions, -iez, -aient :
  - Je sortais, tu sortais, il sortait, nous sortions, vous sortiez, ils sortaient.
  - Je disais, tu disais, il disait, nous disions, vous disiez, ils disaient.
  - Verbe être, indicatif présent : je suis, tu es, il est, nous sommes, vous êtes, ils sont.
  - Verbe être, indicatif imparfait : j'étais, tu étais, il était, nous étions, vous étiez, ils étaient.

### Passé simple
Le radical du passé simple est toujours stable pour un même verbe. Au passé simple il existe quatre séries de terminaisons, en -a, en -i, en -u ou en -in : 
- Les terminaisons en -a concernent le seul verbe aller. Ce sont les mêmes que pour les verbes du 1er groupe : -ai, -as, -a, -âmes, -âtes, -èrent :
  - J'allai, tu allas, il alla, nous allâmes, vous allâtes, ils allèrent.
- Les terminaisons en -i concernent la plupart des verbes terminés en -ir et en -re : -is, -is, -it, -îmes, -îtes, -irent.
  - Je descendis, tu descendis, il descendit, nous descendîmes, vous descendîtes, ils descendirent.
- Les terminaisons en -u concernent un certain nombre de verbes (courir, mourir, boire, avoir, émouvoir, être, lire, moudre, pouvoir, taire, vivre, etc.) : -us, -us, -ut, -ûmes, -ûtes, -urent.
  - Je courus, tu courus, il courut, nous courûmes, vous courûtes, ils coururent.
- Plus rares, les terminaisons en -in concernent essentiellement les verbes tenir, venir et les verbes de leurs familles : -ins, -ins, -int, -înmes, -întes, -inrent :
  - Je tins, tu tins, il tint, nous tînmes, vous tîntes, ils tinrent.

### Futur simple et antérieur
Au futur, à l'instar des deux premiers groupes, c'est l'infinitif présent complet qui sert de radical, et les terminaisons sont les suivantes : -ai, -as, -a, -ons, -ez, -ont.
- Je partirai, tu partiras, il partira, nous partirons, vous partirez, ils partiront…

Certains radicaux sont toutefois transformés : 
- Le radical du futur des verbes terminés en -re est amputé de la lettre e de l'infinitif : 
  - Je descendrai ; je prendrai ; je répandrai ; je boirai…
- Le radical du futur des verbes acquérir, courir, mourir, pouvoir, voir, et des verbes de leurs familles, prend deux r : 
  - J'acquerrai ; je courrai ; je mourrai ; je pourrai ; je verrai…
- Le radical du futur du verbe cueillir (ainsi que les verbes de sa famille) est cueiller- : 
  - Tu cueilleras, nous accueillerons, ils recueilleraient…
- Le radical de certains verbes est totalement différent de leur infinitif, mais il reste toujours stable pour un même verbe : 
  - Aller : j'irai… Avoir : j'aurai… Etre : je serai…

### Conditionnel présent et passé
Les terminaisons du conditionnel sont les suivantes : -ais, -ais, -ait, -ions, -iez, -aient.
- Je partirais; tu partirais, il partirait, nous partirions, vous partiriez, ils partiraient…

Le radical du conditionnel est toujours le même que celui du futur. Si ce dernier est irrégulier, celui du conditionnel le sera aussi, mais il reste stable :
- Je boirai / je boirais ; tu pourras / tu pourrais ; il cueillera / il cueillerait ; nous irons /nous irions…

### Subjonctif présent
- Le radical du subjonctif présent est généralement dérivé de celui de la troisième personne du pluriel de l'indicatif présent. Il est donc normalement stable (sauf pour les verbes aller, avoir, être, faire, falloir, pouvoir, savoir, traire, valoir et vouloir, qui ont un radical irrégulier) :
  - Verbe suivre, indicatif présent : je suis, tu suis, il suit, nous suivons, vous suivez, ils suivent.
  - Verbe suivre, subjonctif présent : (que) je suive, tu suives, il suive, nous suivions, vous suiviez, ils suivent.
  - Verbe vouloir, indicatif présent : je veux, tu veux, il veut, nous voulons, vous voulez, ils veulent.
  - Verbe vouloir, subjonctif présent : (que) je veuille, tu veuilles, il veuille, nous voulions, vous vouliez, ils veuillent.
  - Toutefois, lorsqu'à l'indicatif présent, le radical des deux premières personnes du pluriel diffère de celui des quatre autres personnes, le radical de la première personne du pluriel de l'indicatif présent est alors utilisé comme radical des deux premières personnes du pluriel du subjonctif présent :
    - Verbe devoir, indicatif présent : je dois, tu dois, il doit, nous devons, vous devez, ils  doivent.
    - Verbe devoir, subjonctif présent : (que) je doive, tu doives, il doive, nous devions, vous deviez, ils doivent.
- Les terminaisons sont les suivantes (sauf pour les verbes avoir et être) : -e, -es, -e, -ions, -iez, -ent.
  - (Il faut) que je sorte, que tu sortes, qu'il sorte, que nous sortions, que vous sortiez, qu'ils sortent.
  - Remarquons qu'en ce qui concerne les verbes en -ir du troisième groupe (cueillir, ouvrir, tressaillir, etc.), seules les deux premières personnes du pluriel diffèrent entre le présent de l'indicatif et le présent du subjonctif : 
    - Je souffre / il faut que je souffre ; tu  souffres / il faut que tu souffres ;  il souffre / il faut qu'il souffre ; nous souffrons / il faut que nous souffrions ; vous souffrez / il faut que vous souffriez ; ils souffrent / il faut qu'ils souffrent.

### Subjonctif imparfait
Le radical du subjonctif imparfait correspond toujours à la deuxième personne du singulier du passé simple (sauf à la troisième du singulier où le s est remplacé par un accent circonflexe sur la voyelle qui précède). Ce radical est donc stable pour un même verbe. La terminaison dépend de l'une des quatre séries du passé simple et il n'existe aucune exception : -se, -ses, -^t, -sions, -siez, -sent :
- Subjonctif imparfait en -a (pour le seul verbe aller) :
  - (Il fallait) que j'allasse, que tu allasses, qu'il allât, que nous allassions, que vous allassiez, qu'ils allassent.
- Subjonctif imparfait en -i : 
  - (Il fallait) que je prisse, que tu prisses, qu'il prît, que nous prissions, que vous prissiez, qu'ils prissent.
- Subjonctif imparfait en -u : 
  - (Il fallait) que je pusse, que tu pusses, qu'il pût, que nous pussions, que vous pussiez, qu'ils pussent.
- Subjonctif imparfait en -in : 
  - (Il fallait) que je vinsse, que tu vinsses, qu'il vînt, que nous vinssions, que vous vinssiez, qu'ils vinssent.

### Impératif
L'impératif présent étant le plus souvent calqué sur l'indicatif présent, son radical n'est pas toujours régulier ni toujours stable pour un même verbe :
- Verbe boire : Bois, buvons, buvez

Toutefois, l'impératif des verbes avoir et être est construit sur le subjonctif présent, et celui des verbes savoir et vouloir est irrégulier : 
- Aie, ayons, ayez. Sois, soyons, soyez. Sache, sachons, sachez. Veuille, veuillons, veuillez.

- Souvenons-nous que la 2e personne du singulier des verbes terminés en -e ou en -a à l'impératif, ne prend pas de s. Il s'agit essentiellement des verbes suivants : assaillir, couvrir, cueillir, défaillir, offrir, ouvrir, souffrir, tressaillir, les verbes de leurs familles, ainsi que les verbes aller, avoir, savoir et vouloir : 
  - Cueille ; ouvre ; va ; aie ; sache ; veuille…

- Rappelons cependant, que pour des raisons purement euphoniques, ce s réapparaît si l'un des deux pronoms personnels neutres, en ou y, suit immédiatement cet impératif :
  - Cueilles-en ; vas-y…

### Participe passé

#### Différentes familles
Au masculin singulier :
- Participes passés terminés en é. Ce sont ceux des seuls verbes aller, être et naître ou naitre :
  - Allé ; été ; né.
- Participes passés terminés en i. Ce sont ceux des verbes rire, suivre, luire, suffire et nuire, plus ceux de certains verbes terminés en -ir (sauf courir, couvrir, férir, mourir, offrir, ouvrir, quérir, souffrir, tenir, venir, vêtir, ainsi que les verbes de leurs familles) : 
  - Parti ; souri ; sorti ; suivi ; suffi ; lui ; nui ; ri…
- Participes passés terminés en u. Ce sont ceux des verbes en -oir (sauf asseoir et sa famille) ; de quelques verbes en -ir (courir, férir, tenir, venir, vêtir, ainsi que les verbes de leurs familles) ; et de la plupart des verbes en -re (sauf absoudre, clore, dissoudre, éclore, inclure, mettre, prendre, et les verbes de leurs familles) : 
  - Pu ; voulu ; vu… Bu ; descendu ; tordu… Couru ; tenu ; venu ; vêtu…
- Participes passés terminés en s (-is, -os ou -us). Ce sont ceux des verbes absoudre, acquérir, asseoir ou assoir, circoncire, clore, conquérir, dissoudre, enquérir, inclure, mettre, occire, prendre, ainsi que les verbes de leurs familles : 
  - Acquis ; conquis ; enquis ; requis ; circoncis ; mis ; occis ; pris ; sis… Clos… Absous ; dissous ; inclus…
- Participes passés terminés en t (-ait, -int, -it, -ort, -ert…). Ce sont ceux : 
  - De quelques verbes terminés en -ir (couvrir, offrir, mourir, ouvrir, souffrir) :
    - Couvert ; offert ; mort ; ouvert ; souffert

  - Des verbes en terminés -indre et en -uire (sauf luire et nuire) :
    - Craint ; joint ; peint… Bruit ; cuit…

  - De quelques autres verbes en -re (confire, dire, écrire, frire, faire, traire) :
    - Confit ; dit ; écrit ; frit ; fait ; trait.

#### Flexions
Tout comme dans les deux premiers groupes, la terminaison du participe passé est susceptible de fléchir conformément aux règles d'accord de l'adjectif qualificatif : à partir de la forme du masculin singulier, on obtient le féminin singulier en ajoutant un -e, le masculin pluriel en ajoutant un -s, et le féminin pluriel en ajoutant -es :
- Verbe ouvrir ; au singulier : ouvert, ouverte ; au pluriel : ouverts, ouvertes.
- Verbe tordre ; au singulier : tordu, tordue ; au pluriel : tordus, tordues.

- Les participes passés absous, dissous et résous (qui est plus rare), font normalement au féminin : absoute, dissoute et résoute (inusité). Il s'agit de la seule véritable anomalie parmi les participes passés. Quant à résous, il bénéficie d'un autre participe passé, régulier celui-là : résolu. Pour cette raison, ces participes se sont rectifiés dans l'ortographe de 1990 afin de rester réguliers ; 
  - absout, absoute, absouts, absoutes
  - dissout, dissoute, dissouts, dissoutes
  - résout, résoute, résouts, résoutes

- On notera également l'accent circonflexe du participe passé des verbes croître ou croitre (quel que soit le genre et le nombre) et devoir (seulement au masculin singulier), ceci, afin d'éviter toute confusion avec, d'une part le participe passé du verbe croire, d'autre part l'article contracté du : 
  - Croire : cru, crue, crus, crues. Croître : crû, crue, crus, crues (mais dans la réforme orthographe de 1990 ; crûe, crûs, crûes). Devoir : dû, due, dus, dues.

- Enfin, certains participes passés sont absolument invariables (notamment, ceux des verbes intransitifs ou transitifs indirects, conjugués avec l'auxiliaire avoir) :
  - Dormi ; été ; fallu ; neigé ; nui ; plu ; pu ; ri ; suffi…